# مايكل نورمان
مايكل نورمان جورج جيمس (بالإنجليزية: Michael Norman George James)‏ (من مواليد 1940) وهو أستاذ متفرغ في الكيمياء الحيوية في جامعة ألبرتا. انتخب زميلا للجمعية الملكية (FRS) في عام 1989 «لمساهماته الكبيرة في تحسين المعرفة الطبيعية».